# إد اندروز
إد اندروز (بالإنجليزية: Ed Andrews)‏ هو لاعب كرة قاعدة أمريكي، ولد في 5 أبريل 1859 في باينسفيل في الولايات المتحدة، وتوفي في 12 أغسطس 1934 في ويست بالم بيتش في الولايات المتحدة.

## وصلات خارجية
- إد اندروز على موقعبيزبول رفرنس.كوم (الدوري الرئيسي) (الإنجليزية)
- إد اندروز على موقعبيزبول رفرنس.كوم (الدوري الثانوي) (الإنجليزية)
- إد اندروز على موقع جمعية أبحاث البيسبول الأمريكية (الإنجليزية)